# Encya speculifera
Encya speculifera är en skalbaggsart som beskrevs av Dewailly 1950. Encya speculifera ingår i släktet Encya och familjen Melolonthidae. Inga underarter finns listade i Catalogue of Life.